# Куэро, Джефферсон
Джефферсон Куэро Кастро (англ. Jefferson Cuero Castro; род. 15 мая 1988 года, Тумако, Колумбия) — колумбийский футболист, нападающий клуба «Америка Кали».

## Клубная карьера
Куэро начал профессиональную карьеру в клубе «Онсе Кальдас». В 2010 году он был включён в заявку основной команды. 3 марта 2010 года в матче против «Атлетико Насьональ» Джефферсон дебютировал в Кубке Мустанга. 28 ноября в поединке против «Атлетико Насьональ» Куэро забил свой первый гол за «Онсе Кальдас». В том же году он стал чемпионом страны. После такого яркого дебюта Джефферсон стал футболистом основы и на протяжении двух сезонов выступал за «Онсе Кальдас». В летом 2012 года он перешёл в «Индепендьенте Медельин», но отыграв там полгода покинул клуб.
В начале 2013 года Куэро присоединился к «Санта-Фе». 2 февраля в матче против «Альянса Петролера» Джефферсон дебютировал за новую команду. 10 марта в поединке против «Депортиво Кали» он забил свой первый гол за «Санта-Фе». В своем дебютном году Куэро забил десять мячей, став одним из лучших бомбардиров команды. В матчах Кубка Либертадорес против парагвайского «Серро Портеньо» и перуанского «Реал Гарсиласо» он забил три мяча. В 2014 году Джефферсон во второй раз стал чемпионом Колумбии.
В начале 2015 года Куэро перешёл в мексиканский «Монаркас Морелия». В матче против «Леона» он дебютировал в мексиканской Примере, заменив во втором тайме Карлоса Моралеса. 11 мая в поединке против «Гвадалахары» Джефферсон забил свой первый гол за «персиков».
В начале 2018 года Куэро на правах аренды перешёл в «Сантос Лагуна».

## Достижения
«Онсе Кальдас»
- Чемпионат Колумбии по футболу — Финалисасьон 2010

 «Санта-Фе»
- Чемпионат Колумбии по футболу — Финалисасьон 2014